# Félix Oudart
Pour les articles homonymes, voir Oudart.
Félix Charles Oudart, né le 8 juin 1881 à Lille et mort le 10 août 1956 à Suresnes, est un comédien et artiste lyrique français.

## Biographie

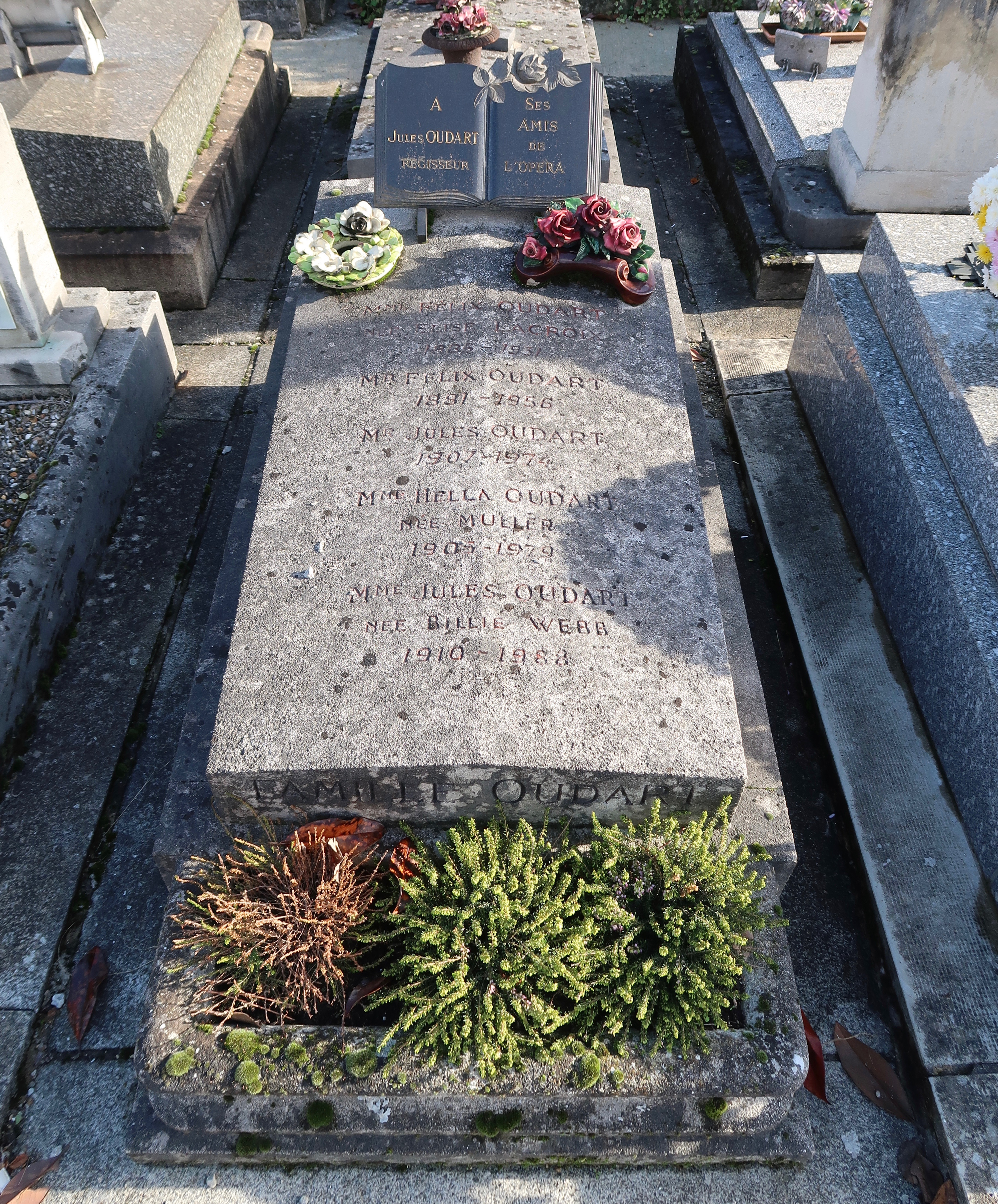
Tombe dans le cimetière Voltaire de Suresnes.

Il suit des cours d'art dramatique à Lille (sa ville natale), puis il joue les premiers rôles au Grand Théâtre de Reims, où il est aussi régisseur et  à Paris, notamment au Théâtre de l'Odéon et à la Gaîté-Lyrique. Aux côtés de Louis Jouvet, il participe à la création de Intermezzo (1933) et d'Ondine (1939), deux pièces de Jean Giraudoux.
Au cinéma, il figure dans plus de cent films entre 1919 et 1953.
Il meurt en 1956. Il est inhumé au cimetière Voltaire de Suresnes.

## Filmographie
- 1919 : Le Dieu du hasard d'Henri Pouctal
- 1922 : Crainquebille de Jacques Feyder
- 1928 : Tire-au-flanc de Jean Renoir
- 1929 : Le Ruisseau de René Hervil
- 1929 : Maternité de Jean-Benoît Lévy
- 1932 : Enlevez-moi de Léonce Perret
- 1932 : Allô, Mademoiselle ! de Maurice Champreux
- 1932 : L'École des chauffeurs de Joseph Guarino-Glavany (court métrage)
- 1932 : Monsieur Durand sénateur de Robert Péguy (court métrage)
- 1932 : Berlingot d'Edmond T. Gréville (court métrage)
- 1933 : Théodore et Cie de Pierre Colombier : le sénateur
- 1933 : Georges et Georgette de Reinhold Schünzel et Roger Le Bon
- 1933 : La Voix du métal de Youly Marca-Rosa
- 1933 : Un jour viendra de Gerhardt Lamprecht et Serge Veber
- 1933 : Son Altesse Impériale de Victor Janson et Jean Bernard-Derosne
- 1933 : Tire-au-flanc d'Henry Wulschleger
- 1933 : Tambour battant d'André Beucler et Arthur Robison
- 1933 : Toto de Jacques Tourneur
- 1934 : Princesse Czardas d'André Beucler et Georg Jacoby
- 1934 : La Jeune Fille d'une nuit (Die Töchter ihrer Exzellenz) de Reinhold Schünzel et Roger Le Bon
- 1934 : Mam'zelle Spahi de Max de Vaucorbeil
- 1934 : Maternité de Jean Choux
- 1934 : J'ai une idée de Roger Richebé
- 1935 : Bibi-la-Purée de Léo Joannon
- 1935 : Marchand d'amour d'Edmond T. Gréville
- 1935 : Ferdinand le noceur de René Sti
- 1935 : Fanfare d'amour de Richard Pottier
- 1935 : Arènes joyeuses de Karl Anton
- 1935 : Lune de miel de Pierre-Jean Ducis
- 1935 : Les Époux célibataires d'Arthur Robison et Jean Boyer
- 1935 : Debout là-dedans ! d'Henry Wulschleger
- 1935 : Monsieur Prosper de Robert Péguy (court métrage)
- 1936 : Train de plaisir de Léo Joannon
- 1936 : Sept hommes, une femme d'Yves Mirande
- 1936 : Le cœur dispose de Georges Lacombe
- 1936 : La Brigade en jupons de Jean de Limur
- 1936 : La Chanson du souvenir de Serge de Poligny et Detlef Sierck
- 1936 : J'arrose mes galons de René Pujol et Jacques Darmont
- 1936 : Les Gaietés du palace de Walter Kapps
- 1936 : La Souris bleue de Pierre-Jean Ducis
- 1936 : Tout va très bien madame la marquise d'Henry Wulschleger : le directeur
- 1936 : L'Agence sécurity d'Edmond T. Gréville (court métrage)
- 1936 : Une femme par intérim d'André Hugon (court métrage)
- 1936 : Mais n'te promène donc pas toute nue ! de Léo Joannon (court métrage)
- 1937 : Un scandale aux Galeries de René Sti
- 1937 : Miarka, la fille à l'ourse de Jean Choux
- 1937 : Rendez-vous Champs-Élysées de Jacques Houssin
- 1937 : Le Réserviste improvisé d'André Hugon (court métrage)
- 1938 : Une de la cavalerie de Maurice Cammage
- 1938 : Lumières de Paris de Richard Pottier
- 1938 : J'étais une aventurière de Raymond Bernard
- 1938 : Le Plus beau gosse de France de René Pujol
- 1938 : Les Gaietés de l'exposition d'Ernest Hajos
- 1938 : Je chante de Christian Stengel
- 1939 : Bach en correctionnelle d'Henry Wulschleger
- 1939 : Le Paradis des voleurs de Lucien-Charles Marsoudet
- 1939 : Sérénade de Jean Boyer
- 1939 : Le Monde en armes de Jean Oser
- 1939 : Les Cinq Sous de Lavarède de Maurice Cammage
- 1940 : Le Danube bleu d'Emil-Edwin Reinert et Alfred Rode
- 1941 : Une femme dans la nuit d'Edmond T. Gréville
- 1941 : Départ à zéro de Maurice Cloche
- 1942 : La Chèvre d'or de René Barberis
- 1942 : La Vie de bohème de Marcel L'Herbier
- 1943 : La Cavalcade des heures d'Yvan Noé
- 1943 : Le mort ne reçoit plus de Jean Tarride
- 1945 : Dorothée cherche l'amour d'Edmond T. Gréville
- 1945 : La Boîte aux rêves d'Yves Allégret et Jean Choux
- 1945 : Trente et quarante de Gilles Grangier
- 1945 : Les Gueux au paradis de René Le Hénaff
- 1946 : Le Charcutier de Machonville de Vicky Ivernel
- 1946 : Le Café du Cadran de Jean Gehret
- 1946 : Tombé du ciel d'Emil-Edwin Reinert
- 1946 : Monsieur Chasse de Willy Rozier
- 1946 : Macadam de Marcel Blistène
- 1947 : Émile l'Africain de Robert Vernay
- 1947 : Une nuit à Tabarin de Karel Lamač
- 1948 : Clochemerle de Pierre Chenal
- 1948 : Le voleur se porte bien de Jean Loubignac
- 1948 : L'Impeccable Henri de Carlo Felice Tavano
- 1948 : Jo la Romance de Gilles Grangier
- 1948 : La Bergère et le Ramoneur de Paul Grimault (dessin animé, voix)
- 1949 : Au grand balcon d'Henri Decoin
- 1949 : Ève et le Serpent de Charles-Félix Tavano
- 1949 : On demande un assassin de Ernst Neubach
- 1949 : Une nuit de noces de René Jayet
- 1949 : Hôtel des artistes : Émission indirecte, Loterie, Nocturne, Saisie et Sombre Affaire, courts métrages de Jean Perdrix
- 1950 : Le Gang des tractions-arrière de Jean Loubignac
- 1950 : La vie est un jeu de Raymond Leboursier
- 1950 : Les Mémoires de la vache Yolande d'Ernst Neubach
- 1950 : L'Amant de paille de Gilles Grangier
- 1950 : Ils ont vingt ans de René Delacroix
- 1950 : Atoll K de Léo Joannon
- 1950 : L'Homme de la Jamaïque de Maurice de Canonge
- 1950 : En suivant le même chemin de Léo Sevestre (court métrage)
- 1951 : Drôle de noce de Léo Joannon
- 1951 : Piédalu à Paris de Jean Loubignac
- 1951 : Le Passage de Vénus de Maurice Gleize
- 1951 : La Demoiselle et son revenant de Marc Allégret
- 1952 : L'Île aux femmes nues d'Henri Lepage
- 1952 : Au diable la vertu de Jean Laviron
- 1952 : Piédalu fait des miracles de Jean Loubignac
- 1953 : Les Trois Mousquetaires d'André Hunebelle
- 1953 : Le Collège en folie d'Henri Lepage
- 1953 : Trois jours de bringue à Paris d'Émile Couzinet

## Théâtre
- 1910 : Arsène Lupin au Grand Théâtre de Reims (Arséne)[4]
- 1932 : L'Affaire des poisons de Victorien Sardou, Théâtre de l'Odéon
- 1933 : Intermezzo de Jean Giraudoux, mise en scène Louis Jouvet, Comédie des Champs-Élysées
- 1939 : Ondine de Jean Giraudoux, mise en scène Louis Jouvet, Théâtre de l'Athénée
- 1949 : Le Petit Café de Tristan Bernard, mise en scène Yves Mirande, Théâtre Antoine

## Opérettes et comédies musicales
- 1929 : Hallelujah ou Hit the deck, opérette de Vincent Youmans, Théâtre Mogador
- 1931 : La Vie parisienne, opéra bouffe en quatre actes d'Henri Meilhac et Ludovic Halévy, musique de Jacques Offenbach au théâtre Mogador avec plus de 250 représentations[5].
- 1926 : No, No, Nanette comédie musicale, adaptation française au théâtre Mogador[6]